# Valladolid
Valladolid (wym. [baʎaðoˈlið]ⓘ) – miasto w Hiszpanii, stolica wspólnoty autonomicznej Kastylia i León, dawna siedziba królów, znana z renesansowych zabytków z katedrą na czele.

## Kalendarium historyczne
- Założony przez muzułmanów w VIII wieku (Bilad Ulid).
- W końcu XI w. było stolicą taify.
- 1143[1] odbyły się tu obrady Rady Królestw Kastylii i Leónu, w których wzięli udział królowie Nawarry i Portugalii oraz legat papieski. Ustalenia uzgodnione w wyniku tych obrad miały znaczący wpływ na dalszy przebieg rekonkwisty.
- Od XIII wieku siedziba rządu Kastylii.
- Od 1469 do 1621 jedna z rezydencji królów Kastylii i zjednoczonej Hiszpanii oraz miejsce obrad Kortezów. W 1469 odbył się tutaj ślub Izabeli Kastylijskiej z Ferdynandem Aragońskim.
- W 1506 w osamotnieniu i rozgoryczeniu zmarł tutaj Krzysztof Kolumb.
- W latach 1550–1551 miała miejsce debata między Bartoloméem de Las Casas i Juanem Ginés de Sepúlveda, dotycząca statusu rdzennych mieszkańców Nowego Świata.
- W latach 1601–1606 główna siedziba królewskiego dworu, przeniesiona za namową księcia Lermy z Madrytu.
- Do połowy XVI wieku rozkwit gospodarczy i kulturalny (centrum hiszpańskiego renesansu). W 1561 częściowo, a w 1621 całkowicie Valladolid pozbawiono rangi miasta stołecznego, później podupadło.
- Od połowy XIX wieku uprzemysłowienie.
- W 1809 r. miasto było siedzibą Napoleona.
- Podczas wojny domowej 1936–39 jeden z ośrodków frankistów.

## Zabytki
Valladolid jest jednym z przykładów stylu izabelińskiego – formą przesadnego plateresco wyrażonego w ekstrawaganckim. kwiecistym zdobnictwie, nazwanym na cześć Izabeli Kastylijskiej. Główne obiekty zabytkowe w mieście to:
- Katedra z XVI w., zaprojektowana przez Herrerę – budowniczego Escorialu, przebudowywana w XVI–XVII w. (budowa nie ukończona). Wnętrze o dług. 122 m, szer. 63 m z wielkim ołtarzem (1561, dzieło J. de Juni). W zakrystii mieści się Museo Diocesano z wysoką na 2 m monstrancją.
- Uniwersytet, założony w 1346, z barokową fasadą.
- Kolegia:  gotyckie San Gregorio (1488–1496) z jedną z najwspanialszych fasad w stylu plateresco, znajduje się tutaj od 1933 r., Narodowe Muzeum Rzeźby w Valladolid ze zbiorami religijnego malarstwa i rzeźby pochodzącymi z okresu między XIII a XVIII wiekiem. Na wystawie można oglądać m.in. dzieła: Gregorio Fernández (Pietà, Chrzest Chrystusa...), Alonso Berruguete (Pokłon Trzech Króli, Ofiarowanie Izaaka), Juan Martínez Montañés (Jan Ewangelista), Alonso Cano (Jan Chrzciciel), Pedro de Mena (Maria Magdalena pokutująca), Juan de Juni (Złożenie do grobu). Santa Cruz (1491), z dwiema bibliotekami i zbiorami drzeworytów.

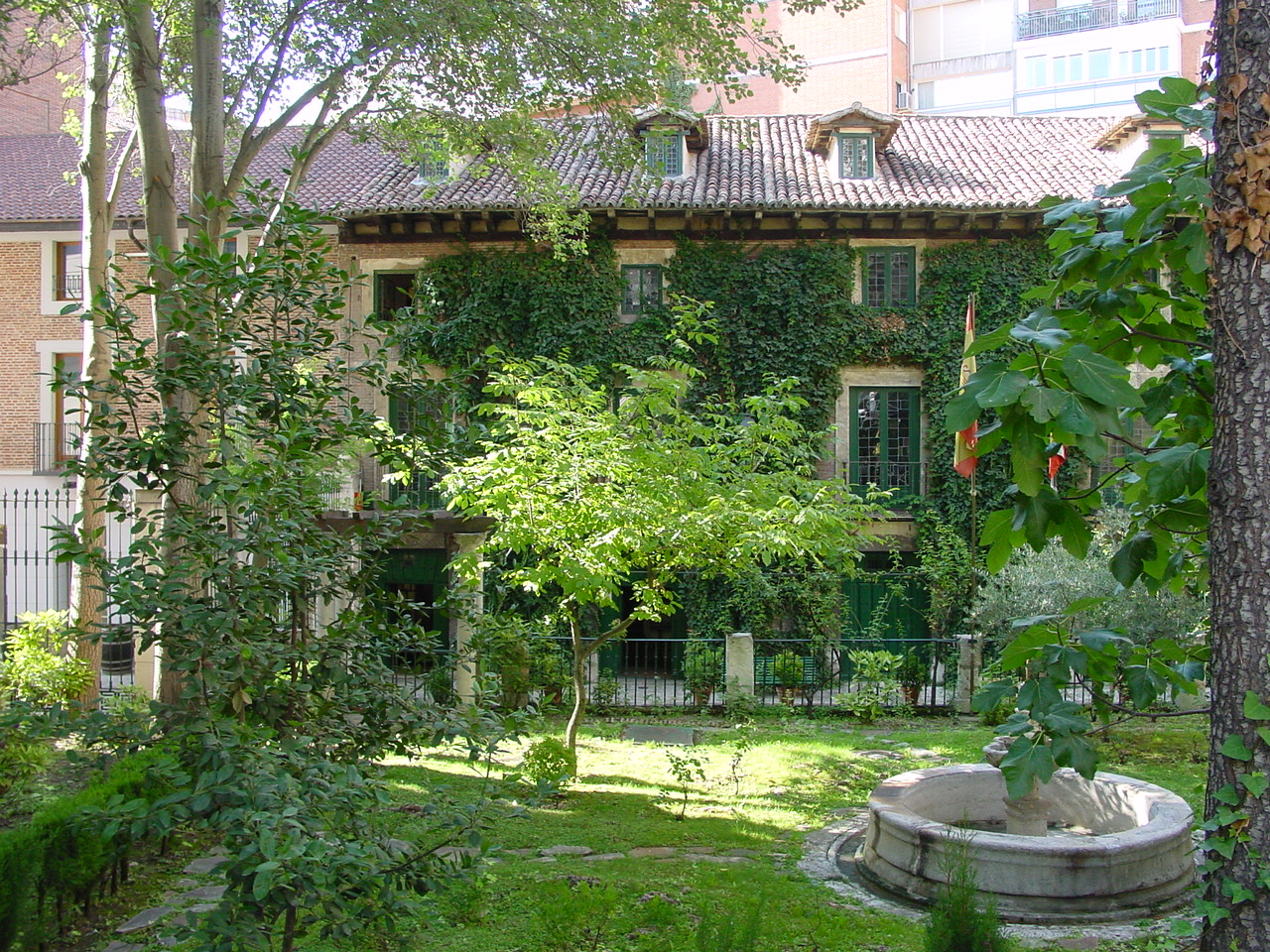
Dom Cervantesa w Valladolid

- Kościoły: Dom Cervantesa w Valladolid

romańsko-gotycki Santa María la Antigua (XI, XII, XIV w.) z jedną z najpiękniejszych dzwonnic w Hiszpanii;
San Pablo (XV wiek) z bogato zdobioną późnogotycką fasadą;
Santiago (XV–XVI w.);
 El Salvador (XVI wiek);
 Santa Magdalena (XVI wiek);
Nuestra Señora de las Angustias (XVI / XVII w.) z rzeźbą „Madonny z siedmioma sztyletami”, dzieło J. de Juni.
Klasztor świętego Joachima i świętej Anny w Valladolid mieszczące muzeum sztuki sakralnej

- Pałac królewski z XVI wieku, rezydencje magnackie.

- Muzeum Cervantesa, zadziwiający przepychem dom, w którym w latach 1603–1606 mieszkał pisarz.

## Gospodarka
W mieście rozwinął się przemysł środków transportu, gumowy, metalowy, maszynowy, włókienniczy oraz spożywczy.

## Transport
W mieście znajduje się stacja kolejowa Valladolid Campo Grande. Około 11 km na północny zachód od centrum miasta funkcjonuje port lotniczy Valladolid.

## Klimat
| Miesiąc | Sty | Lut  | Mar  | Kwi  | Maj  | Cze  | Lip  | Sie  | Wrz  | Paź  | Lis  | Gru | Roczna |
| --- | --- | ---- | ---- | ---- | ---- | ---- | ---- | ---- | ---- | ---- | ---- | --- | ------ |
| Średnie temperatury w dzień [°C] | 8.2 | 11.2 | 15.2 | 16.9 | 21.0 | 27.0 | 30.7 | 30.1 | 25.6 | 18.9 | 12.4 | 8.6 | 18,8   |
| Średnie dobowe temperatury [°C] | 4.2 | 5.9  | 9.0  | 10.7 | 14.5 | 19.3 | 22.3 | 22.1 | 18.5 | 13.2 | 7.9  | 5.0 | 12,7   |
| Średnie temperatury w nocy [°C] | 0.2 | 0.7  | 2.8  | 4.6  | 7.9  | 11.6 | 14.0 | 14.1 | 11.3 | 7.6  | 3.5  | 1.3 | 6,6    |
| Opady [mm] | 40  | 27   | 22   | 46   | 49   | 29   | 13   | 16   | 31   | 55   | 52   | 53  | 433    |
| Średnia liczba dni z opadami | 6.3 | 5.2  | 4.8  | 7.8  | 7.9  | 4.5  | 2.1  | 2.3  | 4.3  | 7.5  | 7.1  | 7.7 | 67,7   |
| Wilgotność [%] | 83  | 72   | 62   | 62   | 60   | 52   | 45   | 48   | 56   | 70   | 79   | 84  | 64     |
| Średnie usłonecznienie [h] | 101 | 147  | 215  | 232  | 272  | 322  | 363  | 334  | 254  | 182  | 117  | 89  | 2624   |
| Źródło: Agencia Estatal de Meteorología (liczba dni z opadami dla wartości 1 mm, wysokość 735 m n.p.m., obrzeża centrum, 1981-2010) |     |      |      |      |      |      |      |      |      |      |      |     |        |

## Sport
W mieście funkcjonuje klub piłkarski Real Valladolid.

## Demografia
Rozwój demograficzny Valladolid (1842-2009)
Zmiany liczby ludności w Valladolid:
| Dane historyczne                        | Dane historyczne | Dane historyczne |
| Rok                                     | Ludność          | Zm., %           |
| --------------------------------------- | ---------------- | ---------------- |
| 1860                                    | 57 356           | –                |
| 1930                                    | 90 004           | 56,9%            |
| 1950                                    | 119 499          | 32,8%            |
| 1970                                    | 233 974          | 95,8%            |
| 1981                                    | 320 281          | 36,9%            |
| 1991                                    | 330 700          | 3,3%             |
| 1996                                    | 319 805          | −3,3%            |
| 2001                                    | 316 580          | −1%              |
| 2004                                    | 321 713          | 1,6%             |
| 2006                                    | 319 943          | −0,6%            |
| 2007                                    | 316 564          | −1,1%            |
| 2008                                    | 318 461          | 0,6%             |
| Powyższe dane nie mają podanego źródła! |                  |                  |

## Galeria

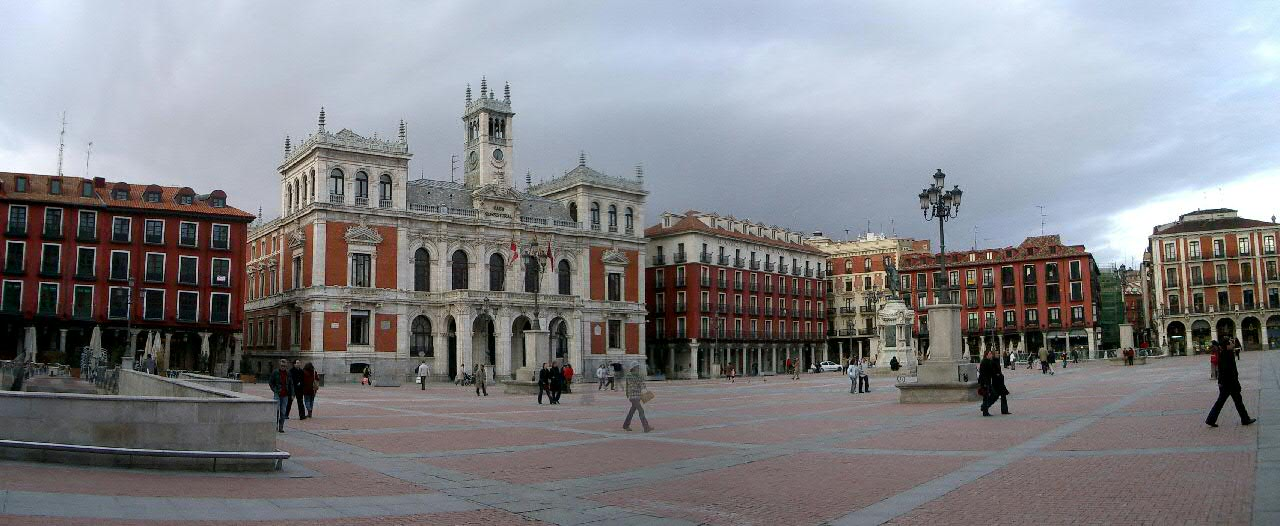
Plaza Mayor
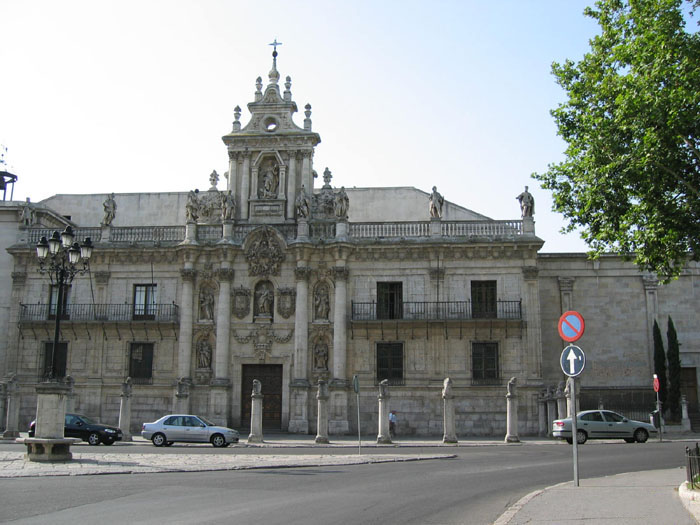
Uniwersytet
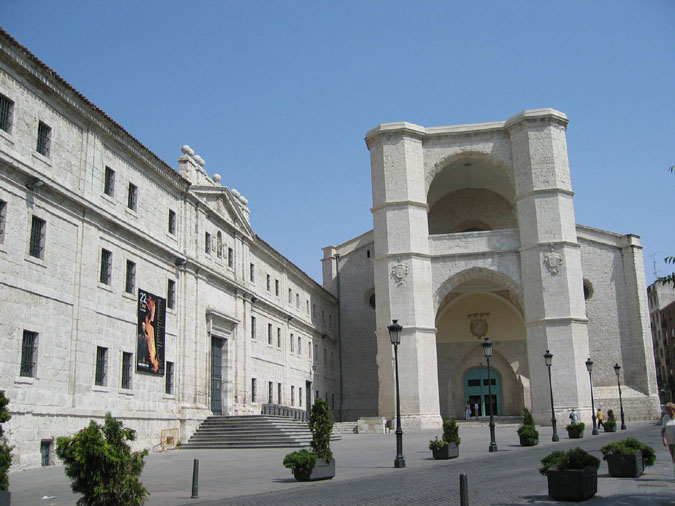
Kościół San Benito
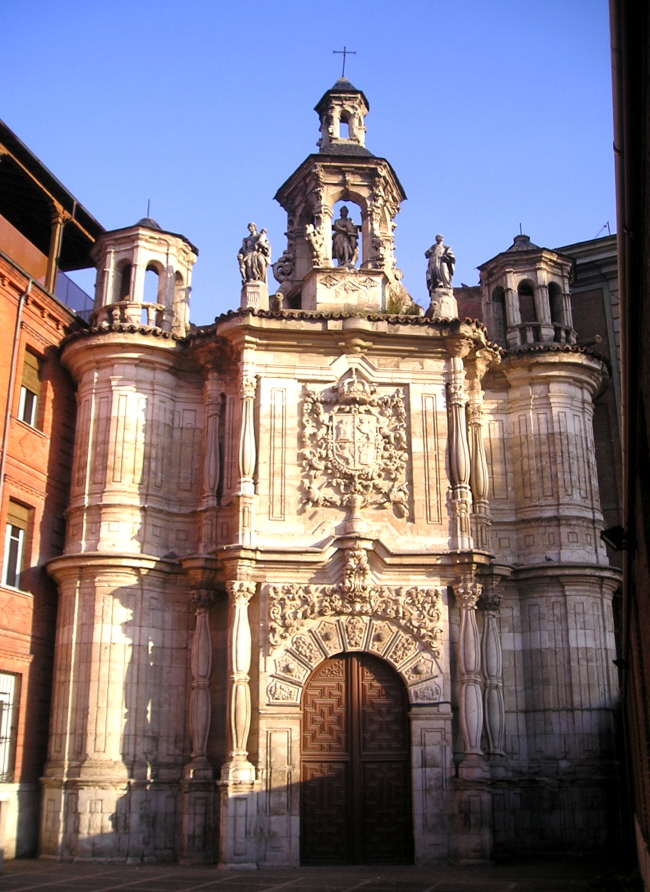
Kościół San Juan de Letrán
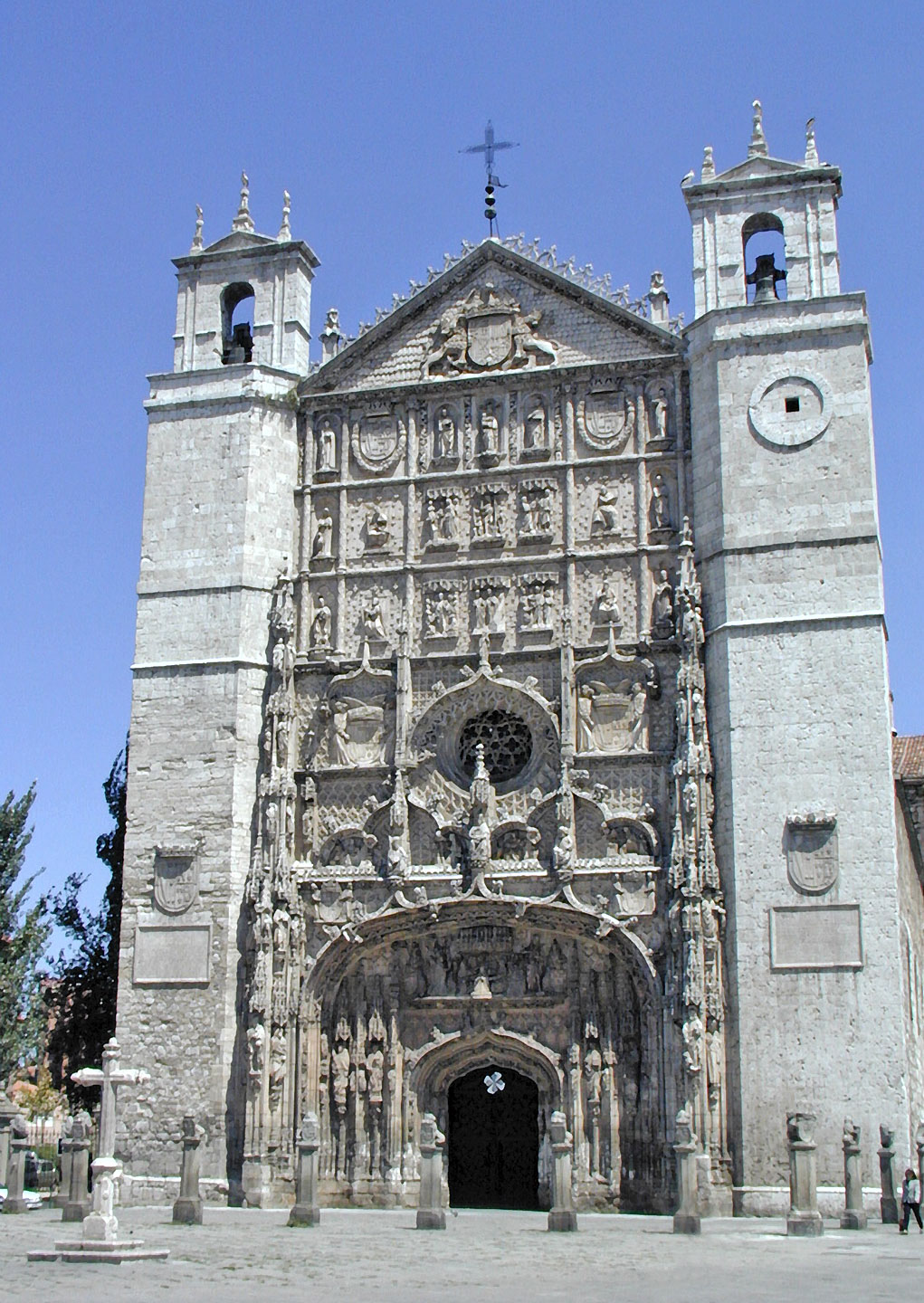
Kościół San Pablo
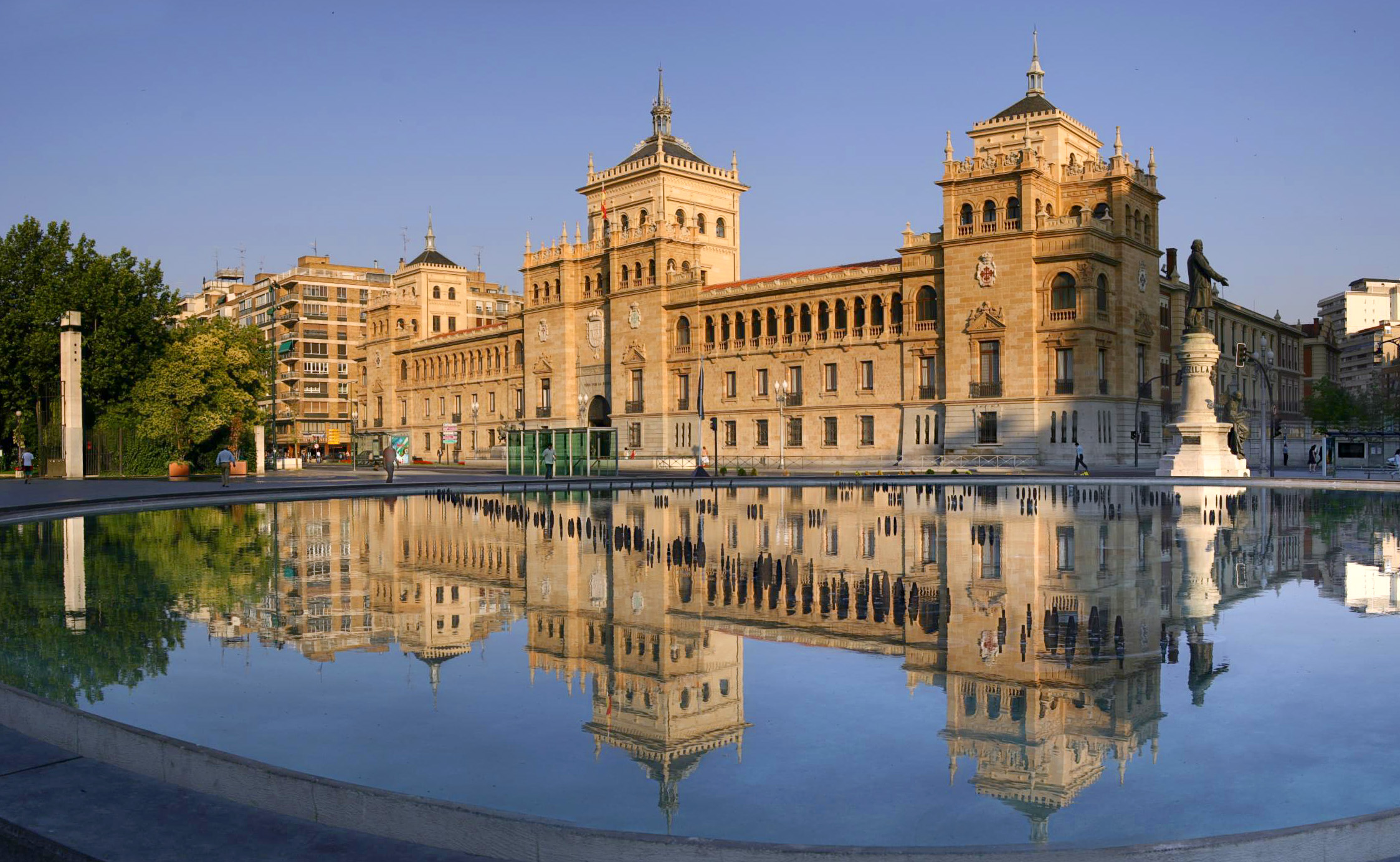
Academia de Caballería
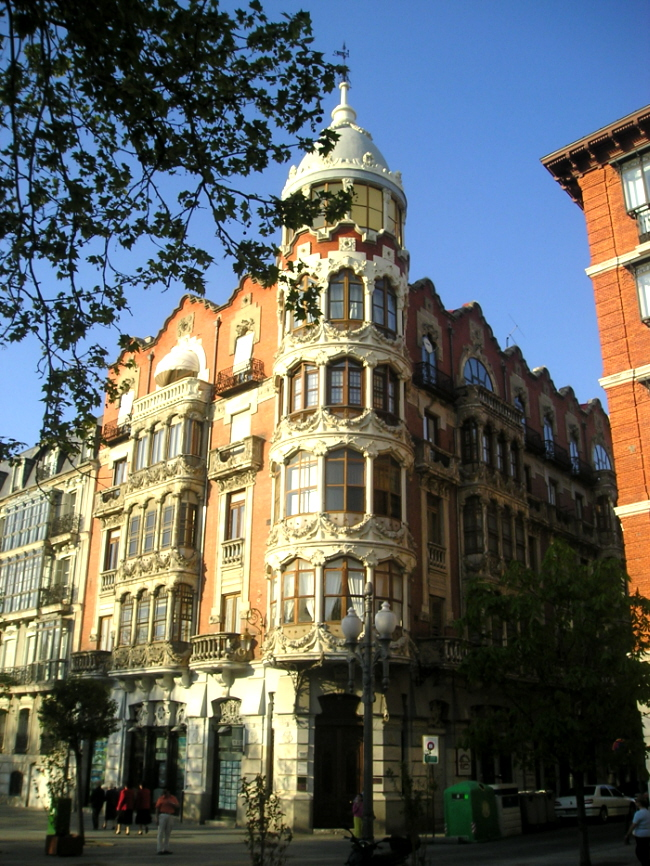
Casa del Príncipe

## Miasta partnerskie
- Lecce, Włochy
- Binviles, Gwinea Równikowa[potrzebny przypis]
- Lille, Francja
- Łowecz, Bułgaria
- Morelia, Meksyk
- Tinduf, Algieria
- Orlando, USA
- Florencja, Włochy
- Ahmadabad, Indie

### Miasta zaprzyjaźnione
- Guadalajara, Meksyk
- Boston, Stany Zjednoczone